# Ondřej Petrák
Ondřej Petrák (Praga, 12 marzo 1992) è un calciatore ceco, centrocampista del Bohemians 1905.

## Caratteristiche tecniche
Mediano, può giocare come difensore centrale o come interno di centrocampo.

## Carriera

### Club
Prodotto delle giovanili dello Slavia Praga, nel gennaio del 2014 il Norimberga lo acquista per € 1 milione. Il 25 gennaio esordisce in Bundesliga giocando contro l'Hoffenheim (4-0).

### Nazionale
Ha giocato in tutte le nazionali giovanili ceche tra l'Under-16 e l'Under-21.

## Palmarès

### Club

#### Competizioni nazionali
- Campionato slovacco: 1

Slovan Bratislava: 2020-2021
- Coppa di Slovacchia: 1

Slovan Bratislava: 2020-2021